# ルーカス・ペレス
ルーカス・ペレス・マルティネス（Lucas Pérez Martínez, 1988年9月10日 - ）は、スペイン・ガリシア州ア・コルーニャ県ア・コルーニャ出身のサッカー選手。PSVアイントホーフェン所属。ポジションはFW。

## クラブ経歴

### キャリア初期
幼少期にはGKとしてプレーするも、彼の資質を見抜いた監督によってポジションをFWに変更した。
2007年にアトレティコ・マドリードと契約し、テルセーラ・ディビシオンに所属するCチームで2シーズンプレー。しかし、カテゴリからの飛躍のチャンスを得ることができず、2009年にセグンダ・ディビシオンのラージョ・バジェカーノへ移籍。しかしそこでもBチームでの出場がメインとなり、2010-11シーズンにクラブは1部昇格を果たしたが、自身は5試合の出場に留まった。

### ウクライナ、ギリシャリーグ時代
2011年1月にウクライナ・プレミアリーグのカルパティ・リヴィウへ自由移籍で加入。
2012年11月4日にはFCクリフバス・クリヴィー・リフ戦でハットトリックを達成 。2012-13シーズンは前半戦だけで8得点を記録し、同リーグの強豪であるディナモ・キーフへレンタル移籍したが、出場機会は訪れなかった。
2013年にギリシャ・スーパーリーグの強豪・PAOKへ移籍。

### 最初のデポルデビュー
2014年に地元のクラブでもあるデポルティーボ・ラ・コルーニャへレンタル移籍し、3年ぶりにスペイン復帰を果たした。残留争いに苦しむクラブの中で奮闘し、2015年5月24日に行われた最終節・FCバルセロナ戦では2点のビハインドを追う状態からゴールを挙げ、その後ディオゴ・サロモンのゴールで追いつき、試合はドローのまま終了。クラブの残留を確定させ、ペレスはシーズン6得点でクラブ内得点王に輝いた。
2015年にデポルティーボ・ラ・コルーニャへ完全移籍。2015-16シーズンには第10節から第16節までの7試合で連続ゴールを記録し、ベベットが持つクラブの連続ゴール記録に並んだ。

### アーセナル
2016年8月30日、イングランド・プレミアリーグのアーセナルFCが獲得を発表。ペレスの28回目の誕生日であった9月10日のサウサンプトンFC戦でデビューすると、チームメイトでペレスと同じ誕生日のローラン・コシールニーがチームの同点ゴールを決めるなどの活躍もあって2-1でデビュー戦を勝利で飾った。
UEFAチャンピオンズリーグ 2016-17ではFCバーゼル相手にハットトリックを達成するなどしたが、リーグ戦の出場機会は限られ、僅か11試合のみだった。
2017-18シーズン開幕前には、クラブが獲得したFWアレクサンドル・ラカゼットにペレスの許可なく背番号9を与え、ペレス自身は事実上背番号を剥奪され空き番号であった背番号28の着用を余儀なくされた。これに対しペレスは｢騙された｣とクラブへの失望を述べ、退団を示唆した。

### 2度目のデポル
2017年8月31日、デポルティーボ・ラ・コルーニャへレンタル移籍で復帰した。9月から11月にかけては7試合で5ゴールを決める活躍を見せたが、その後は2度の監督交代巻き込まれたこともあり11月下旬から3月にかけては18試合0ゴールとなり安定感に欠けた。しかし、シーズン終盤に就任したクラレンス・セードルフ監督の下では、リーグ戦最後の10試合で4ゴール3アシストを記録し、このシーズンのリーグ戦におけるチャンスメイクもリオネル・メッシに次いで多く作り出したが、チームは数試合を残して2部リーグに降格することが決まった。
5月5日のセルタとのガリシア・ダービーでは、一部のセルタサポーターからリーグ降格を嘲笑するチャントを終始叫ばれたが、ペレスは試合終了間際に同点弾を挙げ、両手の指を3本ずつ、合計6本見せつけるゴールパフォーマンスをした。これはセルタが国内主要タイトルを獲得していないのに対して、デポルティーボは1部リーグ1回、コパ・デル・レイ2回、スーペルコパ・デ・エスパーニャ3回の合計6回タイトルを獲得していることにちなんだものであった。

### ウェストハム・ユナイテッド
2018年8月9日、ウェストハム・ユナイテッドFCと3年契約を結んだ。

### スペインリーグ復帰
2019年6月3日、デポルティーボ・アラベスと3年契約を結んだ。
2021年8月31日、フリーでエルチェCFに移籍し、単年契約を結んだ。
2022年1月31日、カディスCFと2023年6月30日までの契約を結んだ。
4月19日には、リーグ戦7連勝中だったFCバルセロナとカンプ・ノウで対戦し得点を挙げ、1-0の勝利に貢献した。なお、カディスがカンプ・ノウで白星を挙げたのはこれがクラブ史上初だった。このシーズンにデポルティーボが2部へ昇格すればデポルティーボに移籍するという約束がカディスとの間にできていたが、デポルティーボはプレーオフで敗退したためそのままクラブに残ることになった。

### 3度目のデポル復帰
12月24日、3部リーグに所属していたデポルティーボに2023年1月から3度目の復帰をすることを発表。
その際、サウジアラビアのチームからも高額オファーがあったがそれを断り、カディスとの契約解除金の約半分（50万€）をペレス自らが支払い、200万€の年俸が10分の1ほどになっても古巣クラブへ戻ることを選んだ。復帰についてペレスは「ずっと家に帰りたいと思ってた。自分の家であるクラブを出て行ってから戻る方法を見つけるまで、ずっと心に秘めていた。どんなに望んでも叶わないこともあるけれど、今、それが叶った。」と喜びを口にしていた。
また、カディスでの最終戦となったUDアルメリア戦では、デポルティーボ側はケガを避けるために欠場を勧めたが、ペレスは「カディスへの恩があるから」という理由で出場したうえ、ゴールを決めてカディスを後にしている。
1月8日、ウニオニスタス戦で3度目のデビューを果たすと、後半に2ゴールを決めた。

## 代表歴
ガリシア代表として2016年5月21日のベネズエラ代表戦に出場した。

## タイトル
アーセナルFC
- FAカップ : 2016-17
- FAコミュニティ・シールド : 2017

## 人物
- 一緒にプレーしたい人物として、デポルティーボ・ラ・コルーニャのライバルであるセルタ・デ・ビーゴでプレーするイアゴ・アスパスを挙げている[19]。